# 水稻

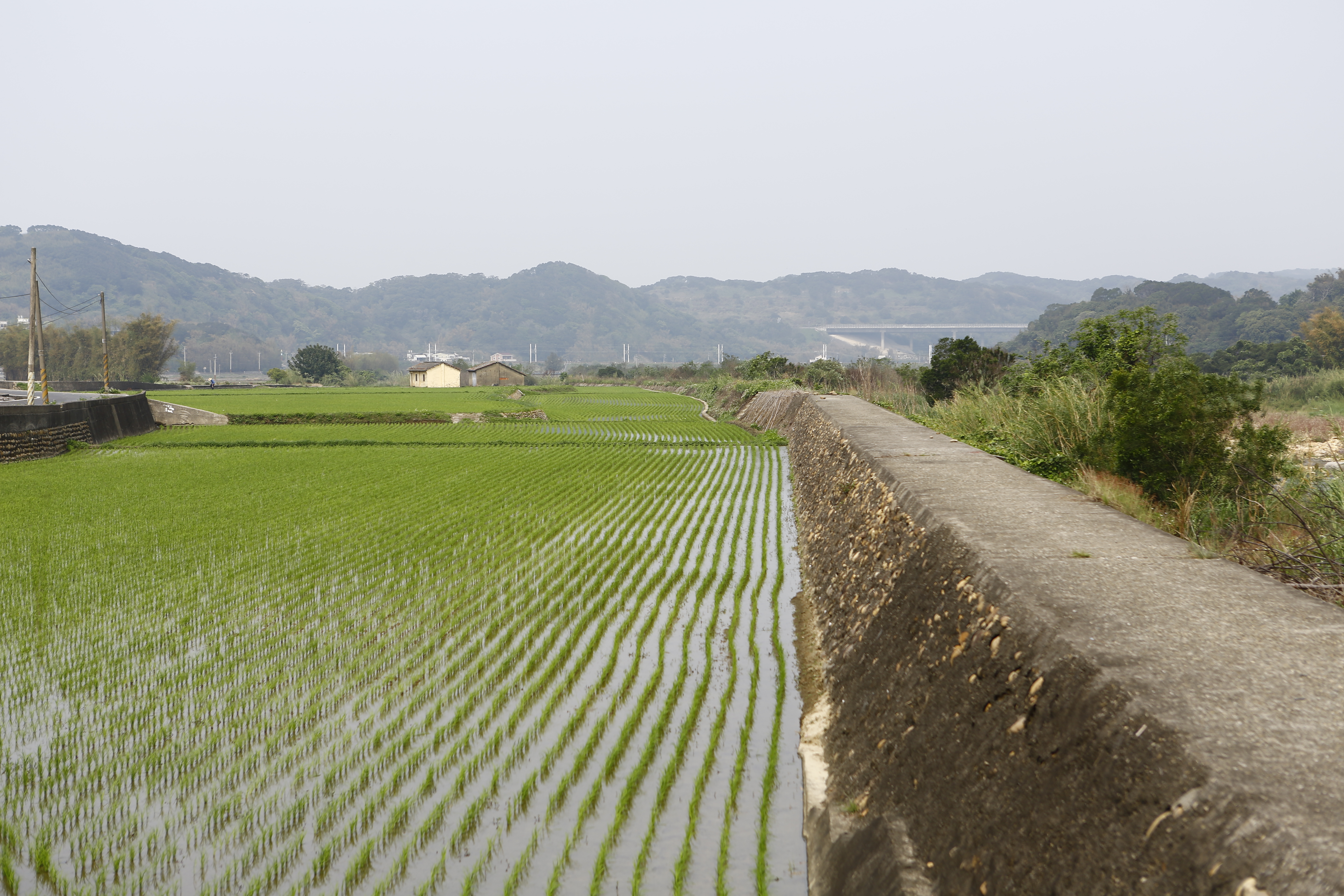
栽種環境

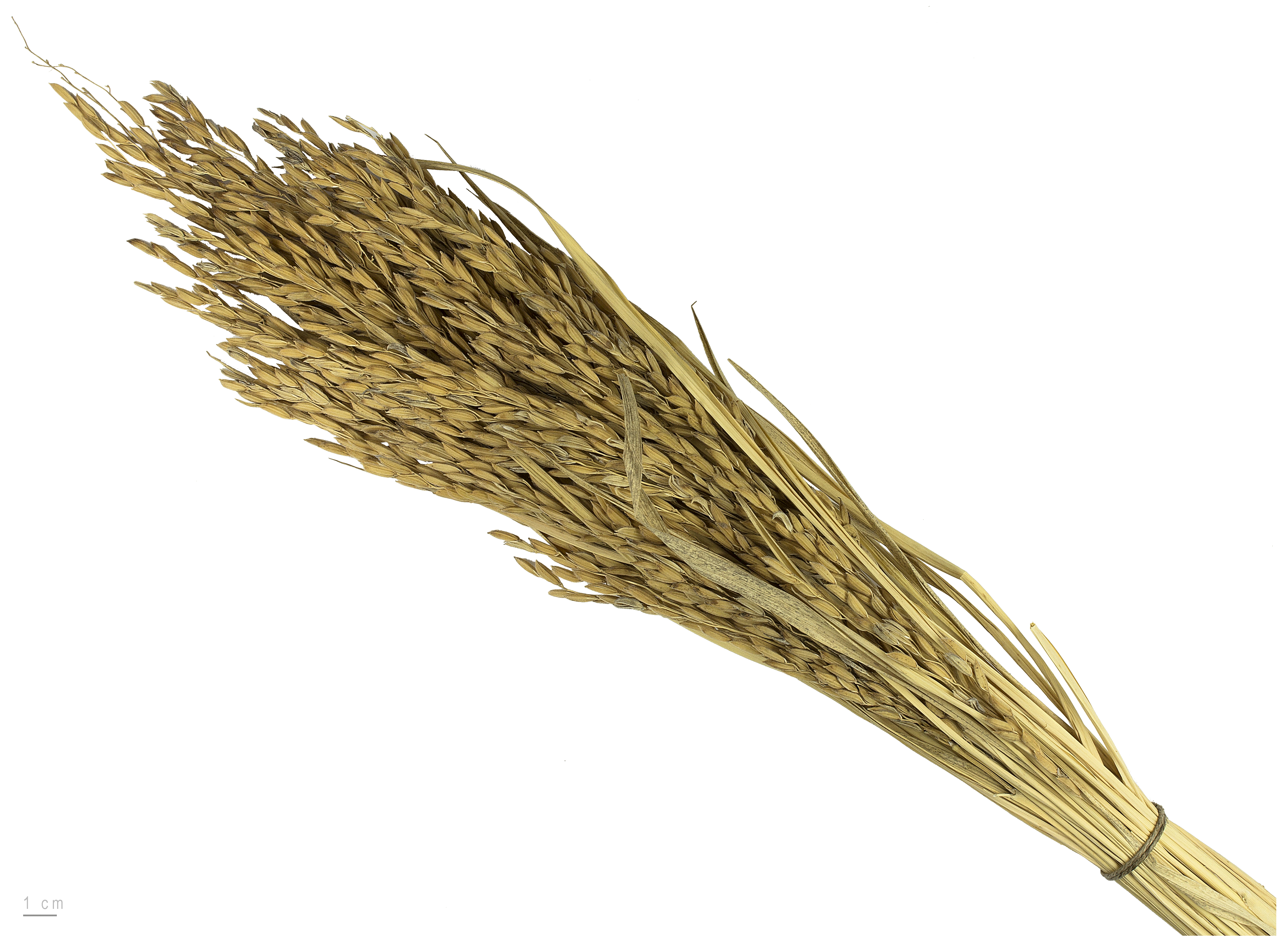
Oryza sativa

稻，其果實為可作為糧食食用部位，稱米，是禾本科稻屬的一至二年生草本植物，也是稻属中作为粮食的最主要最悠久的一种，又称为亚洲型栽培稻、亞洲稻，簡單來說也可以說是“稻”或“稻作”，一般所谓水稻、旱稻也是本种。
依分類學而言，亞洲型栽培稻大致可區分為秈稻（indica）、粳稻（japonica，溫帶粳稻）與爪哇稻（javanica，熱帶粳稻）三個亞種。全世界有半数以上人口以水稻为主食。其基因組由12條染色體上的4.3亿个核鹼基對組成，也是一种易於在基因工程中被修飾和改造的植物。

## 概論
最早由日本學者加藤茂苞進行現代分類研究，建立了日本稻（japonica）與印度稻（indica）兩大類型，給與學名。

## 特征与构造
稻是一年生至二年生的禾本科稻亞科稻屬植物，单子叶，喜温湿，植株直立叢生。成熟時約有1到1.8米高。分蘖性強，莖部堅韌底端中空。葉子細長，互生排成二列，為平行葉脈，約有50到70公分長，寬約2到2.5公分；其幼葉包捲於心芽，中老葉則擴伸成劍形。水稻開花時，主要花枝會呈現拱形，有3片葉子，在枝頭往下30到50公分間會成小穗，小穗上只開一朵小花；稻花（小花）非常小，花為黃白色，沒有花瓣；雄蕊雌蕊生在一起，微小且由內外稃保護著，所以不易直接觀察；藉自花授粉並結籽實，一朵稻花形成一粒稻穀；稻花结实聚成的长条稱為稻穗；每穗有稻穀數十粒至百粒，稻穀成熟時呈金黃色。一般稻穀的大小在5到12毫米長，2到3毫米厚度。
与其他禾本科植物不同的是：水稻的小穗有两个重要的变化，一是外颖及内颖极度退化，几近消失，二是整枚小穗只有一朵小花；原有三朵小花，但下方两小花退化消失仅存留小型外稃，称为不育稃（sterile lemmae）或称护颖（empty glumes）。
稻穀，或称为稻谷籽粒，结构主要由稻壳和颖果（糙米）两大部分组成：
- 稻壳，又称为穗殼，呈圓錐体，包括內稃（英语：Palea (botany)）、外稃（英语：lemma (botany)）、護穎（英语：glume）及小穗轴（英语：rachilla (floral axis)）部分，有時含芒（英语：awn (botany)）。[4]稻谷成熟时，外稃及内稃仍紧密包覆，要经砻谷机脱去稻壳后，才可得到颖果，即为糙米；
- 颖果则由外而内细分为：米糠层（果皮、种皮、珠心层、糊粉层的总称）、胚芽及胚乳等部分构成。[5]颖果（糙米）再经加工碾去米糠层、胚芽及少部分的胚乳，留下的胚乳，即为食用的大米。

## 稻的熟成阶段
水稻种子成熟可分为四个阶段：
（1）乳熟期：茎秆下部叶片变黄色，茎的大部分和中上部叶片仍保持绿色。茎秆有弹性，多汁。内外稃呈绿色，内含物为乳汁状。
（2）黄熟期：植株大部分变黄，仅上部数节保持绿色，茎节有弹性，叶子大部分枯黄，种子护颖和内外稃开始褪绿。到黄熟后期，籽粒逐渐硬化，稃粒呈品种固有色泽，此时为机械收获适期。
（3）完熟期：谷粒干燥强韧，体积缩小，内含物呈粉质和角质，容易脱粒。茎叶全部干枯（水稻尚有部分绿色），叶节干燥收缩，变褐色。光合作用基本停止。此时为人工收获适期。
（4）枯熟期：茎麦呈灰黄色或褐黄色，很脆，脱粒时易折断。籽粒硬而脆，容易脱粒。

## 栽培环境
水稻不耐低溫，喜歡高溫及日照多的環境，多在熱帶或亞熱帶地區栽培；而在溫帶地區，可選擇溫暖季節種植。稻之最適生長溫度是 25~30°C，苗期若遇氣溫低於 10 °C,宜有保溫措施。稻具耐水特性，通常年雨量在 1,200 毫米以上，或具灌溉設施地區均可栽培。

## 起源
目前掌握的生物學證據顯示，野生稻可能在大約8500年前在長江中下游地區被馴化為粳稻。河姆渡遺址的稻穀，距今6000年以上。之後與黍、杏、桃等作物一起由商人和農民傳到印度，通過與野生稻的雜交於約3900年前在恒河流域轉變為秈稻，後又傳回長江中下游地區。

## 分類

### 水稻與陸稻
以栽種方式區分，種植在水田的稱為水稻，種植在旱田的稱為陸稻，又稱旱稻、山稻。

### 早稻與晚稻
根據栽種與收成時間區分，在初春播種，夏季收成的，稱為早稻，主要盛行於中國南方。在夏季播種，晚秋收成的，稱為晚稻。有些地區在早稻與晚稻之間還有再多一次，在晚春播種，初秋收穫，稱中稻。

### 粳米與糯米
根據米中含有的澱粉性質來區分，米可以概分為粳米與糯米兩大類，或是秈米、粳米、糯米三大類。粳米的直鏈性澱粉值含量較高，因此硬度較高。粳米中又可區分出秈米，秈米的直鏈性澱粉含量最高。含直鏈性澱粉較低的，稱糯米，特徵是黏性較大。

## 食用
可碾成白米供食用，是人類主食，也可釀酒，或製成米粉、米麩、蘿蔔糕等等食品。

## 病害
水稻种植中常见的病害如下。

### 昆蟲
- 水稻水象鼻蟲
- 米象鼻蟲（米象）
- 非洲螻蛄
- 三化螟
- 二化螟
- 大螟
- 褐飛蝨
- 白背飛蝨
- 斑飛蝨
- 偽黑尾葉蟬
- 電光葉蟬
- 白翅葉蟬
- 稻粉介殼蟲
- 小稻蝗
- 水稻薊馬
- 瘤野螟
- 稻螟蛉
- 臺灣夜盜（稻行軍蟲）
- 稻苞蟲
- 樹蔭蝶
- 負泥蟲
- 稻心蠅
- 亞洲潛葉蠅
- 南方綠椿象

### 動物
- 稻細蟎
- 福壽螺
- 冬季候鳥（雁鴨類）
- 沙蠶（鹽水蜈蚣）
- 螯蝦
- 麻雀
- 斑文鳥

### 微生物
- 育箱秧苗立枯病
- 稻胡麻葉枯病
- 水稻徒長病
- 稻熱病
- 稻小粒菌核病
- 水稻疑似紋枯病
- 稻葉鞘腐敗病
- 稻褐條葉枯病
- 水稻纹枯病
- 稻麴病
- 穀粒病害
- 稻細菌性穀枯病
- 水稻白葉枯病
- 水稻黃萎病
- 水稻黃葉病
- 水稻縞葉枯病
- 水稻草狀矮化病及其相關病害
- 水稻皺縮矮化病
- 水稻白尖病